# Venchi
Venchi è un'azienda alimentare italiana, fondata nel 1878 da Silviano Venchi, con sede a Castelletto Stura (CN). È specializzata nella produzione e vendita di cioccolato e gelato.

## Storia
Nel 1878, Silviano Venchi, originario di Robbio, in Lomellina, iniziò a sperimentare con il cioccolato in un piccolo laboratorio a Torino. Questo fu l'inizio di una tradizione che avrebbe portato alla fondazione, nel 1907, di una vera e propria "fabbrica del cioccolato" a Torino. Nel corso degli anni, Venchi si è ispirata alla tradizione piemontese per creare una propria reinterpretazione delle icone del cioccolato italiano.
Nel 1905 fu introdotta la Nougatine. Questo cioccolatino inventato da Silviano Venchi, fatto da granella di nocciole caramellate ricoperte di cioccolato extra fondente, divenne rapidamente un simbolo dell'azienda.
Negli anni successivi, il piccolo laboratorio si trasformò in un’azienda, con stabilimento a Vanchiglia, trasferito nel 1924, dopo la fusione con UNICA (Unione Nazionale Industrie Cioccolato ed Affini), in piazza Massaua. Nel 1970, Venchi contava su una rete di 300 punti vendita e 5.000 dipendenti, esempio degli esordi del franchising in Italia. Questo periodo segnò l'espansione su larga scala dell'azienda.
Nello stesso anno, Michele Sindona, prese le redini dell'azienda, che fallì nel 1978. Nel 1980, uno dei suoi creditori, ossia Cussino, proprietario della Cuba, (azienda produttrice di cuneesi al rhum, rivenduti da Venchi), diventò proprietario del marchio grazie al recupero crediti.
Dopo un periodo di stasi, nel 1998, tre imprenditori, Daniele Ferrero, Niccolò Cangioli, Giovanni Battista Mantelli, decisero di rilevare e rilanciare il marchio Venchi, segnando l'inizio di una nuova era per l'azienda sancito dalla creazione di un nuovo stabilimento a Castelletto Stura (CN) e dall’apertura, nel 2000, del primo negozio all'aeroporto di Roma Fiumicino, da cui ripartì l'espansione nazionale e internazionale del marchio.
Nel 2006, Venchi rinnovò profondamente il concept dei suoi negozi, iniziando a produrre e vendere direttamente nei suoi punti vendita gelato insieme al cioccolato, dopo averne acquisito il know-how tramite la rilevazione di Camelot s.r.l. Nacquero così le “Cioccogelaterie” Venchi.
Nel 2007 fu poi lanciato il Chocoviar, ricetta originale dell’azienda, che consolidò la reputazione di Venchi.
L'espansione globale di Venchi continuò a ritmo sostenuto, con l'apertura di nuovi negozi internazionali a partire dal 2011, tra cui Hong Kong e Londra nel 2012. Negli anni successivi, Venchi aprì negozi in località come Broadway, Shanghai, Tokyo Ginza, Parigi, Sydney e nel Dubai Mall, il centro commerciale più grande del mondo, nel 2024.
Oggi, con oltre 145 anni di storia, Venchi conta nella propria offerta oltre 350 ricette di cioccolato e 90 gusti di gelato, con oltre 180 negozi gestiti direttamente in oltre 70 Paesi.

## Prodotto

Tavoletta di cioccolata fondente ripiena di crema di scorzette all'arancia

Venchi si concentra principalmente sulla produzione di cioccolato, declinato in diverse varianti. Ogni anno vengono sviluppate nuove ricette, distribuite in vari formati. Le principali categorie di prodotti includono il cioccolato, che comprende cioccolatini, tavolette e praline, il gelato, e una selezione di alimenti e bevande disponibili per il consumo nei punti vendita ("Gelatoshake", crêpes e cioccolata calda).
L'azienda utilizza ingredienti selezionati, senza l'uso di olio di palma e con un contenuto ridotto di zuccheri. Tra gli ingredienti principali figurano la Nocciola Piemonte IGP e il Pistacchio Verde di Bronte DOP.
I cioccolatini di Venchi includono prodotti tradizionali, come il Gianduiotto, originario di Torino, e il Cremino, un cioccolatino a strati che combina gianduia e nocciole. L'azienda ha sviluppato ricette proprietarie, tra cui il caviale di cioccolato "Chocoviar" che ricopre gli omonimi cioccolatini.
I gusti gelato Venchi sono senza conservanti, coloranti, aromi artificiali e addensanti. Tra i gusti tradizionali, sia a base acqua che latte si annoverano: “Nocciola Piemonte IGP”, “Pistacchio Verde di Bronte DOP”, Stracciatella, Crema Fiorentina, Fragola. Altri gusti riprendono le ricette dei cioccolatini: Chocoviar 75%, Cremino 1878, Nougatine.

## Sostenibilità
Venchi S.p.A. adotta una strategia di sostenibilità basata su tre pilastri principali: prodotto, pianeta e persone. Ad esempio, l'azienda si impegna a ridurre l'impatto ambientale del packaging . Tra gli obiettivi per il 2025 ci sono: la certificazione Rainforest Alliance per il 100% del cacao utilizzato nei prodotti, il miglioramento dell'efficienza energetica, l’ottimizzazione delle risorse e un programma di riciclo a 360° per ridurre a zero gli sprechi.
L'azienda utilizza ingredienti che rispettano alti standard di qualità, come il cacao certificato Rainforest Alliance e solo “Nocciola Piemonte IGP”, coltivata nelle Langhe (Piemonte).
L’azienda si impegna a tutelare l'ambiente, con iniziative volte a ridurre l'impatto ecologico lungo tutta la filiera produttiva. Ad esempio, nel 2021, Venchi ha ridotto il consumo di energia elettrica del suo stabilimento del 50% rispetto al 2019 pur avendo aumentato del 15% la produzione di cioccolato. Questo è stato possibile grazie al co-finanziamento del POR FESR Piemonte 2014-2020, che ha permesso di effettuare diversi investimenti per essere più efficienti.

## Riconoscimenti
Nel 2004 il Chocoviar di Venchi, granella al cioccolato extra fondente 75%, di pura massa di cacao sudamericano lavorata a mano, ha vinto il Vassoio D'Oro all'Eurochocolate di Perugia.
Nell'ambito di Eurochocolate Awards 2005, Venchi ha vinto la sezione Special events.
Nel 2007 Venchi è stato fornitore ufficiale negli eventi che hanno fatto da cornice alla consegna del Premio Nobel per la pace.
Da anni, Venchi si aggiudica il premio in diverse categorie per il “Premio Tavoletta D'Oro”, uno dei riconoscimenti al cioccolato di qualità in Italia.
Per citare i più recenti, nel 2024, per la categoria “Gianduia”, Venchi ha ottenuto il premio per la ricetta del Gianduia N.3. Nel 2023, ha vinto il premio “Tavoletta D’Oro” per la crema spalmabile al cacao e latte con nocciole 45%. Nel 2022, vince con la tavoletta Fondente & Menta e la tavoletta al latte 47%. Nel 2023, ha vinto il premio “Tavoletta D’Oro” per la crema spalmabile al cacao e latte con nocciole 45%.

## Dati economici
Venchi è un’azienda con più di 1600 dipendenti (2024), distribuiti in diverse sedi: a Castelletto Stura (CN) dove è situato lo stabilimento produttivo, Milano (quartier generale) e in quattro uffici regionali a New York, Shanghai, Pechino, Hong Kong. Tra questi, si conta anche lo staff in store negli oltre 70 paesi.
Nel 2023 il fatturato ha superato i 200 milioni di euro.

## A Torino
In seguito al fallimento, nel 1995, venne costruito un complesso residenziale al posto dell'ex fabbrica di piazza Massaua, questo sottoquartiere oggi prende il nome di Venchi Unica.